# San Salvatore in Lauro (församling)
San Salvatore in Lauro är en församling i Rione Ponte i Roms stift.
Till församlingen San Salvatore in Lauro hör följande kyrkobyggnader:
- San Salvatore in Lauro
- Santa Maria dell'Anima
- Santa Maria della Pace